# Водяной щитомордник
Водяной щитомордник, или щитомордник-рыбоед, устар. мокасиновая змея (лат. Agkistrodon piscivorus) — вид ядовитых гадюковых змей из подсемейства ямкоголовых.

## Описание
Общая длина достигает 1,5—1,85 м. Наблюдается половой диморфизм — самцы крупнее самок. Голова широкая, треугольная. Туловище стройное, крепкое. Молодые особи окрашены в красно-бурый цвет с тёмными поперечными полосами на спине, с ярко-жёлтым концом хвоста, который используют в качестве приманки для добычи. С возрастом чёткие полосы расплываются, окраска становится тёмно-оливковой, тёмно-коричневой, тёмно-бурой, почти чёрной. По бокам головы нередко проходят две узкие белые полоски — надглазничная и губная, соединяющиеся на кончике морды.

## Распространение
Обитает на юго-востоке США, на север до 37° с. ш. и на запад до южного Техаса.

## Образ жизни

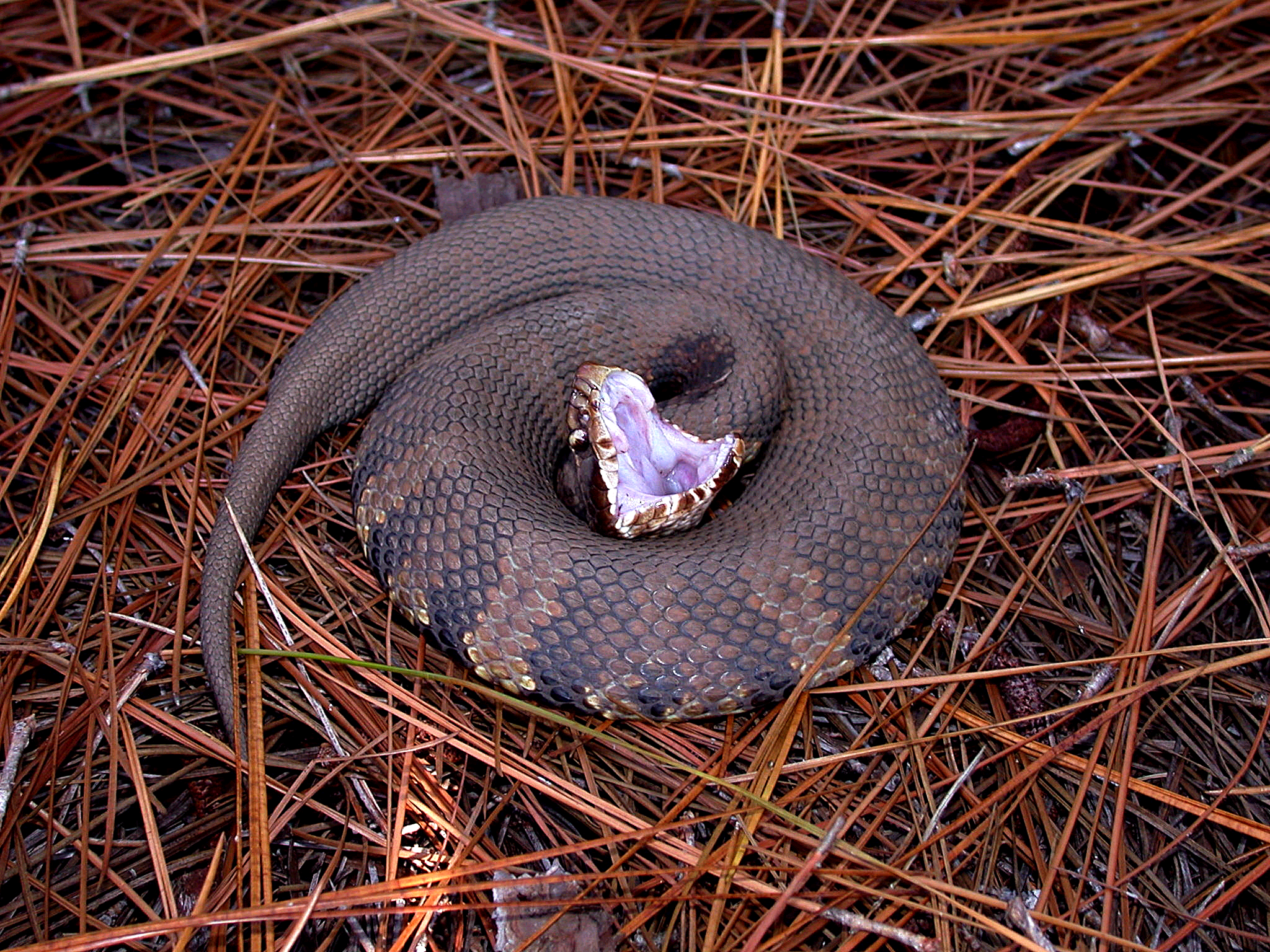
Свернувшийся щитомордник с раскрытой пастью

Предпочитает влажные луга, болота, берега прудов, ручьёв и рек. Встречается на высоте до 500 м над уровнем моря. Хорошо плавает и ныряет. В состоянии испуга и раздражения водяной щитомордник принимает характерную оборонительную позу. Свернувшись в кольцо, он высоко поднимает переднюю часть туловища и дугообразно изгибает шею. При этом периодически открывает пасть, демонстрируя белую внутренность рта. За эту манеру он получил у местного населения прозвище «хлопковый рот» (англ. cottonmouth). Кроме того, сильно вибрирует кончиком хвоста, ударяя им о землю хорошо слышным шелестом.
Активен ночью. Питается лягушками, рыбой, мелкими змеями, грызунами, ящерицами и птицами.
Это яйцеживородящая змея. В марте начинается спаривание. Брачные турниры между самцами нередко проходят прямо в воде, так что из воды торчат только высоко поднятые головы и шеи соперников. Самцы способны к размножению в течение всего года, поэтому спаривание иногда можно наблюдать и летом, и осенью. В августе—сентябре самка рождает от 5 до 15 детёнышей длиной 15—30 см.
В неволе живут прекрасно, быстро привыкают к хозяину, охотно едят мёртвую пищу. С другими змеями их содержать нельзя ввиду того, что водяной щитомордник поедает их. Размножать их в неволе очень легко, при хороших условиях самки приносят ежегодный приплод. В неволе живут 21 год.

## Яд
Входит в пятёрку видов змей, на долю которых приходится до 95 % всех змеиных укусов в США. Последствия его укуса очень болезненны, но смертельные исходы чрезвычайно редки. Яд вызывает сильную боль, покраснение, отёк и некроз вокруг укуса. Яд используется в медицине для изготовления кровоостанавливающих лекарств.